# Llámenme Mike
Llámenme Mike es una película mexicana que se comenzó a rodar en 1978 pero no se estrenó sino hasta 1982 debido a que fue censurada por su fuerte crítica hacia la policía de esos años. «¡Qué horrible ciudad! Cada vez más ficheras, más alcohólicos, más jotos. ¡Voy a acabar con el vicio!» fue el eslogan con el que apareció el cartel publicitario. La historia analiza con mucho humor negro los valores humanos de la población mexicana de esos años y la forma en que su cultura va siendo modificada.

## Sinopsis
Narra la historia de Miguel (Alejandro Parodi), un policía corrupto nada diferente a sus compañeros y jefes quien se desempeña como agente de la división de drogas de la policía mexicana. Su labor se ve facilitada gracias a que él y sus colegas alientan el narcotráfico y protegen a quienes se les da la gana; en una ocasión un cargamento de cocaína es decomisado y desaparecido frente a la ley sin que nadie lo impida. 
Debido a esto último el jefe del escuadrón exige un culpable y Miguel, víctima de un pacto entre caballeros, acuerda entregarse con la promesa de que saldrá en seis meses y sus amigos estarán eternamente agradecidos.
Una vez dentro Miguel es recibido por los reos que él mismo arrestó, con una golpiza en el baño que lo deja hospitalizado. Gracias a una intervención quirúrgica Miguel cambia de personalidad para convertirse en un feroz anticomunista defensor de la familia, un personaje de cómic; debido a esto es enviado al manicomio.
Ya en el manicomio logra escapar gracias a la ayuda de otro paciente con la consigna de descubrir una conspiración comunista; una vez afuera se encuentra con sus antiguos compañeros pero no los reconoce y «Llámenme Mike» les pide. A partir de ahí inicia una persecución llena de peligros contra una conjura bolchevique inexistente.

## Elenco
- Sasha Montenegro como Zoila.
- Alejandro Parodi como Miguel/Mike.
- Víctor Alcocer como O'Hara.
- Carlos Cardán como Domínguez.
- José Nájera como el comandante Ornelas.
- Humberto Elizondo como Rampazo.
- Robert Dumont como Leandro.
- Bruno Rey como taxista.
- Juan José Gurrola como "El Rojo".
- Grace Renat como Sonia.
- Jorge Patiño como René.
- Delia Magaña como Mati (madre de Mike).
- Armando Soto la Marina como Chalio.
- Mario Hernández como Chapo.

## Recepción
Causó una fuerte polémica debido a la fuerte crítica que hacía e inclusive su estreno fue retrasado. «La película por estrenarse con el título de "Llámenme Mike" es en verdad una feroz crítica para la policía capitalina.»
El director realizó el filme con el fin de generar un cambio tanto en el cine como en la sociedad. «Esta es una comedia, pero lleva implícitamente un mensaje, una crítica a la penetración cultural que ha recibido nuestro país y nuestro pueblo por parte de EE.UU.»

## Premios
- Ariel a Mejor Actuación Masculina para Alejandro Parodi.
- Ariel a Mejor Argumento Original
- Ariel a Mejor Guion Cinematográfico.[6][4]